# Schneider (motorfiets)
Schneider is een historisch merk van motorfietsen.
De bedrijfsnaam was: B. Schneider, Motor- & Fahrradbau, Görlitz.
Schneider was een Duits merk dat van 1924 tot 1926 een klein aantal motorfietsen met 142-, 173- en 206cc-DKW-inbouwmotoren leverde. Door de enorme concurrentie van de vele honderden kleine merken in Duitsland haalden de meeste de tweede helft van de jaren twintig niet.